# Dušan Vlahović
Dušan Vlahović (szerbül: Душан Влаховић; Belgrád, 2000. január 28. –) szerb válogatott labdarúgó, az olasz Juventus játékosa.

## Pályafutása

### Klubcsapatokban

#### Partizan
Vlahović 2000-ben született Belgrádban, akkor még Jugoszlávia területén. Labdarúgó pályafutását a Altina Zemun akadémiáján kezdte, ahol nagyrészt nála idősebbekkel játszott. Később három hónapig az OFK Beogradnál, majd a Crvena zvezdánál is megfordult, majd 2014-ben csatlakozott a Partizan Beorgad csapatához.
2015-ben írta alá első profi szerződését az egyesülettel, mindössze 15 évesen. Egy évvel később felkerült a felnőttekhez Ivan Tomić edzősége alatt és a 9-es mezszámot kapta meg. 2016. február 21-én mutatkozott be a szerb szuperligában az OFK Beograd ellen, ezzel a Partizan történetének legfiatalabb debütálója lett. Február 27-én ő lett a belgrádi örök derbi legfiatalabb játékosa, amikor a második félidőre becserélték. Korábban Luka Jović vezette a statisztikát. Április 2-án megszerezte első találatát a Radnik Surdulica ellen 3–2-re megnyert hazai mérkőzésen, amivel a klub legfiatalabb gólszerzője lett. Április 20-án ugyancsak eredményes volt a nemzeti kupa elődöntőjében a 3–0-ra megnyert idegen találkozón a Spartak Subotica ellenfeleként. 2016 tavaszán több európai nagy csapat is megkereste, többek között az Anderlecht, az Arsenal és a Juventus is, de a Partizan minden ajánlatot visszautasított. A szerb kupa döntőjében is gólt szerzett a Javor Ivanjica ellen, ennek is köszönhetően alakulata megnyerte a sorozatot.
Az új szezonban, 2016. július 21-én játszotta első találkozóját a lengyel Zagłębie Lubin ellen a 2016–17-es Európa liga kiírás második selejtezőkörének visszavágóján. Ez volt a nemzetközi debütáló mérkőzése. 2017 nyarán jövőbeli átigazolásként jelentették be, de Miloš Vazura és Ivica Iliev, a klubvezetés tagjai nem voltak hajlandók megerősíteni Vlahović távozását, így a téli átigazolási időszakig és a 18. születésnapjáig a Partizan alkalmazásában maradt.

#### Fiorentina
2017 júniusában öt évre szóló kontraktusban egyezett meg az olasz Fiorentinával, amely 18. születésnapján, 2018. január 28-án vált hivatalossá. Vlahovićot hivatalosan 2018. február 22-én vásárolta meg a gárda és a 18-as mezt választotta. Az adminisztrációs problémák miatt július 1-ig nem léphetett pályára.
2018. szeptember 25-én volt az első mérkőzése a "violák" szerelésében a Serie A-ban, amikor 2–1 arányban vereséget szenvedtek az Internazionalétól. 2019. augusztus 18-án megszerezte első gólját a 2019–20-as olasz kupa harmadik fordulójában a másodosztályú AC Monza ellen, amit 3–1-es győzelemmel zártak.
2021. március 13-án mesterhármast ért el a Benevento gárdája ellen, így 4–1-re diadalmaskodtak.
2021. október 31-én ismét az ő három találatával nyert a Fiorentina 3–0-ra a Spezia ellen, hazai közönség előtt. December 19-én a 33. Serie A-találatát könyvelhette el a naptári évben, ami megegyezett Cristiano Ronaldo 2020-ban felállított rekordjával. 2022. január 17-én volt az utolsó mérkőzése hazai pályán a Genoa elleni, fölényes 6–0-s sikerben, ahol 1 gólt és 1 gólpasszt jegyzett.
2021 végén 2022 legelején az angol Premier League-ben szereplő Arsenal többször is megpróbálta leigazolni, de az összes megkeresést maga a játékos vagy a klub utasított vissza.

#### Juventus
2022. január 28-án a 22. születésnapján négyéves megállapodást kötött a Juventus csapatával. Az üzlet értéke 70 millió euró, plusz 10 millió eurós teljesítményfüggő bónusz volt. Ezzel a Serie A történetének télen értékesített legdrágább játékosa lett.

### A válogatottban
Vlahović tagja volt az első szerb 15 éven aluli válogatottnak, mesterhármast vágott a csehek ellen 2015. április 16-án. 2015 végén meghívót kapott a 16 éven aluliak keretébe is és október 27-én mutatkozott be Lengyelország ellen. 2016 augusztusában az U19-es korosztályba lépett elő és az Egyesült Államok ellen debütált. Ugyanezen a tornán Franciaország ellen gólt szerzett. Miután Szerbia az utolsó meccsen legyőzte Izraelt, Vlahovićot jelölték a kiírás legjobb játékosának.
2020. október 11-én lépett pályára először a felnőtt nemzeti együttesben Magyarország ellen az UEFA Nemzetek Ligájában.

## Statisztikái

### Klubcsapatokban
2022. január 17-én frissítve.
| Klub             | Szezon           | Liga             | Liga  | Liga | Kupa  | Kupa | Nemzetközi | Nemzetközi | Egyéb | Egyéb | Összesen | Összesen |
| Klub             | Szezon           | Bajnokság        | Mérk. | Gól  | Mérk. | Gól  | Mérk.      | Gól        | Mérk. | Gól   | Mérk.    | Gól      |
| ---------------- | ---------------- | ---------------- | ----- | ---- | ----- | ---- | ---------- | ---------- | ----- | ----- | -------- | -------- |
| Partizan         | 2015–16          | Szerb Szuperliga | 14    | 1    | 4     | 2    | —          | —          | —     | —     | 18       | 3        |
| Partizan         | 2016–17          | Szerb Szuperliga | 7     | 0    | 1     | 0    | 1          | 0          | —     | —     | 9        | 0        |
| Partizan         | 2017–18          | Szerb Szuperliga | 0     | 0    | 0     | 0    | 0          | 0          | —     | —     | 0        | 0        |
| Partizan         | Összesen         | Összesen         | 21    | 1    | 5     | 2    | 1          | 0          | —     | —     | 27       | 3        |
| Fiorentina       | 2018–19          | Serie A          | 10    | 0    | 0     | 0    | —          | —          | —     | —     | 10       | 0        |
| Fiorentina       | 2019–20          | Serie A          | 30    | 6    | 4     | 2    | —          | —          | —     | —     | 34       | 8        |
| Fiorentina       | 2020–21          | Serie A          | 37    | 21   | 3     | 0    | —          | —          | —     | —     | 40       | 21       |
| Fiorentina       | 2021–22          | Serie A          | 21    | 17   | 3     | 3    | —          | —          | —     | —     | 24       | 10       |
| Fiorentina       | Összesen         | Összesen         | 98    | 44   | 10    | 5    | —          | —          | —     | —     | 108      | 49       |
| Juventus         | 2021–22          | Serie A          | 0     | 0    | 0     | 0    | 0          | 0          | —     | —     | 0        | 0        |
| Juventus         | Összesen         | Összesen         | 0     | 0    | 0     | 0    | 0          | 0          | —     | —     | 0        | 0        |
| Karrier összesen | Karrier összesen | Karrier összesen | 119   | 45   | 15    | 7    | 1          | 0          | —     | —     | 135      | 52       |

### A válogatottban
2022. december 2-án frissítve.
| Válogatott | Év       | Mérkőzés | Gól |
| ---------- | -------- | -------- | --- |
| Szerbia    | 2020     | 4        | 1   |
| Szerbia    | 2021     | 10       | 6   |
| Szerbia    | 2022     | 5        | 3   |
| Összesen   | Összesen | 19       | 10  |

## Sikerei, díjai

### Klubcsapatokban
Partizan
- Szerb szuperliga: 2016–17[26]
- Szerb kupa: 2015–16, 2016–17[26]

Fiorentina
- Olasz kupa Primavera: 2018–19[28]

### Egyéni
- Serie A – Év legjobb fiatal játékosa: 2020–21[29]